# 퀴어사자상
퀴어사자상(Queer Lion)은 베네치아 영화제의 영화상으로, 2007년부터 시상된 상이다. LGBT 테마와 퀴어 문화를 다룬 영화제 초청작이 수상 대상이다.

## 수상작
| 연도 | 제목 원제                               | 감독                           | 국가                                                   |
| ---- | --------------------------------------- | ------------------------------ | ------------------------------------------------------ |
| 2007 | 더 스피드 오브 라이프 The Speed of Life | 에드워드 라드케                | 미국                                                   |
| 2008 | 원 데이 인 어 라이프 Un altro pianeta   | 스테파노 투몰리니              | 이탈리아                                               |
| 2009 | 싱글맨 A Single Man                     | 톰 포드                        | 미국                                                   |
| 2010 | 미래 En el futuro                       | 마우로 안드리치                | 아르헨티나                                             |
| 2011 | 와일드 살로메 Wilde Salomé              | 알 파치노                      | 미국                                                   |
| 2012 | 무게                                    | 전규환                         | 대한민국                                               |
| 2013 | 필로미나의 기적 Philomena               | 스티븐 프리어스                | 영국                                                   |
| 2014 | 한 여름밤 Les Nuits d'été               | 마리오 판파니                  | 프랑스                                                 |
| 2015 | 대니쉬 걸 The Danish Girl               | 톰 후퍼                        | 미국                                                   |
| 2016 | 하트스톤 Hjartasteinn                   | 구두문두르 아르나르 구드문드손 | 아이슬란드                                             |
| 2017 | 마빈 Marvin ou la belle éducation       | 안 퐁텐                        | 프랑스                                                 |
| 2018 | 호세 José                               | 리 청                          | 과테말라 / 미국                                        |
| 2019 | 더 프린스 El príncipe                   | 세바스티안 무뇨스              | 칠레                                                   |
| 2020 | 더 월드 투 컴 El príncipe               | 모나 파스트볼                  | 미국                                                   |
| 2021 | 더 라스트 챕터 La dernière seance       | 지안루카 마타레세              | 이탈리아 / 프랑스                                      |
| 2022 | 스킨 딥 Aus meiner haut                 | 알렉스 샤드                    | 독일                                                   |
| 2023 | 가족의 탄생 Domakinstvo za pocetnici    | 고란 스톨레프스키              | 북마케도니아 / 폴란드 / 크로아티아 / 세르비아 / 코소보 |
| 2024 | 소울 오브 더 데저트 Alma del Desierto   | 모니카 타보아다타피아          | 콜롬비아 / 브라질                                      |

## 같이 보기
- 베를린 영화제의 테디상
- 칸 영화제의 퀴어종려상